# Кадеркіно
Каде́ркіно (рос. Кадеркино, чув. Кураккасси) — присілок у складі Шумерлинського району Чувашії, Росія. Входить до складу Юманайського сільського поселення.
Населення — 186 осіб (2010; 179 у 2002).
Національний склад:
- чуваші — 99 %